# Adam Daghim
Adam Daghim, né le 28 septembre 2005 à Vanløse au Danemark, est un footballeur danois qui évolue au poste d'avant-centre au RB Salzbourg.

## Biographie

### En club
Né à Vanløse au Danemark, Adam Daghim est formé au FC Copenhague avant de rejoindre à l'âge de quinze ans l'AGF Aarhus à l'été 2021. C'est avec ce club qu'il commence sa carrière professionnelle, jouant son premier match le 3 avril 2022, lors d'une rencontre de championnat face au Vejle BK. Il entre en jeu à la place d'Oliver Lund et les deux équipes se neutralisent (0-0 score final). Avec cette apparition il devient le plus jeune joueur de l'histoire de l'AGF à faire ses débuts en professionnel.
Il rejoint le RB Salzbourg le 30 août 2023,. Le 18 janvier 2024, il prolonge son contrat jusqu'au 30 juin 2028.
Il est dans un premier temps intégré au FC Liefering, le club partenaire de Salzbourg. En janvier 2024, Daghim intègre pour la première fois l'équipe première, appelé par l'entraîneur Gerhard Struber pour participer à un camp d'entraînement du groupe professionnel à Marbella, en Espagne.
Il joue son premier match avec Salzbourg le 9 février 2024 contre le SK Sturm Graz. Il entre en jeu et les deux équipes se neutralisent (1-1 score final),.
Le 6 août 2024, Daghim fait sa première apparition en Ligue des champions, face au FC Twente. Il entre en jeu et son équipe l'emporte par deux buts à un.

### En sélection
Adam Daghim représente le Danemark en sélection, il joue notamment avec les moins de 18 ans, faisant cinq apparitions en 2023.

## Vie privée
Son frère, Ahmed Daghim, est également footballeur.